# Frederic al V-lea al Danemarcei
Frederic al V-lea (n. 31 martie 1723, Copenhagen Castle⁠(d), amtul Copenhaga⁠(d), Danemarca – d. 14 ianuarie 1766, Copenhaga, amtul Copenhaga⁠(d), Danemarca) a fost rege al Danemarcei și al Norvegiei din 1746, fiu al regelui Christian al VI-lea al Danemarcei și al Sofiei Magdalena de Brandenburg-Kulmbach.
Cea mai importantă reformă internă a lui a fost abolirea în 1702 așa-numitului vornedskab, un fel de servitute care căzuse pe țăranii din Noua Zeelandă în Evul Mediu târziu. Eforturile sale au fost în mare parte în zadar.
După război, comerțul și cultura au înflorit. A fost creat primul teatru danez, Lille Grönnegade. Politica în această perioadă a fost marcată de conexiune regelui la Reventlows, rudele Holsteiner a ultimei regine și suspiciunea lui crescândă față de nobilimea veche.
În timpul domniei lui Frederick de la Copenhaga acesta a fost lovit de două dezastre: ciuma din 1711 și marele incendiu din octombrie 1728, care a distrus cea mai mare din capitala medievală. Deși regele a fost convins de către Ole Rømer de a introduce calendarul gregorian în Danemarca-Norvegia în 1700, observațiile și calculele astronomului au fost printre comorile pierdute în foc.
După ce a vizitat de două ori Italia, Frederick a construit două palate în stil baroc italian: Frederiksberg Palatul, care a fost prelungit în timpul domniei sale, când a fost transformată într-o clădire în formă de H cu trei etaje și a fost finalizată în 1709 de către Johan Conrad Ernst, oferind un adevărat aspect de palat în stilul baroc italian și Fredensborg Palace (Palatul Păcii), ambele monumente luate în considerare la încheierea Marelui război de Nord.
Relațiile lui Frederick cu Anna Sophie după 1721 au fost extrem de fericite. Cu toate acestea, în ultimii ani, regele a fost afectat de sănătate șubredă de la hidropizie și din cauza unui accident într-o explozie dintr-o turnătorie a tunurilor de la Copenhaga. De asemenea, a avut durerile fizice puternice. În ultimii ani, Frederick a cerut loialitatea fiului său în scopul de a o proteja pe regina Anna Sophie. În ciuda creșterii slăbiciunii sale în 1730, el a decis să călătorească, iar când a ajuns în Gottorp, a fost nevoit să se întoarcă și a murit la Odense, temându-se de viitorul soției sale. A fost îngropat la Catedrala  Roskilde.

## Copii
Cu prima sa soție, Louise de Mecklenburg-Güstrow:
- Cristian
- Cristian al VI-lea
- Frederik Charles
- George
- Printesa Charlotte Amalie

Cu a doua sa soție, Elisabeth Helene von Vieregg:
- Frederik Gyldenløve

Cu a treia sa soție, Anne Sophie Reventlow:
- Christiana Amalia Oldenburg
- Frederik Christian Oldenburg
- Charles Oldenburg